# Claude de Sainctes
Claude de Sainctes (... – Crèvecœur-en-Auge, 1591) è stato un vescovo cattolico francese.

## Biografia
Originario del Perche, abbracciò la vita religiosa tra i canonici regolari di Sant'Agostino di Saint-Chéron; fu alunno del Collegio Navarra di Parigi e compì gli studi teologici nel 1555.
Accompagnò il cardinale Carlo di Guisa al sinodo gallicano di Poissy e al concilio ecumenico di Trento.
Vescovo di Évreux dal 1575, per l'applicazione dei canoni tridentini in Francia sostenne la convocazione di un sinodo che si riunì a Rouen nel 1581.
Coinvolto nelle attività della lega cattolica, fu accusato di aver favorito l'assassinio del re di Francia Enrico III e condannato a morte; grazie all'intervento del cardinale Carlo di Borbone-Vendôme, la sentenza di morte fu commutata nella reclusione nel castello di Crèvecœur, dove trascorse il resto della sua vita.
È autore di numerose opere polemiche contro le dottrine ugonotte: Examen de la doctrine de Calvin et de Beze touchant la Cène (Parigi, 1566); De rebus eucharistiae controversis repetitiones (Parigi, 1575).